# 東涌湾

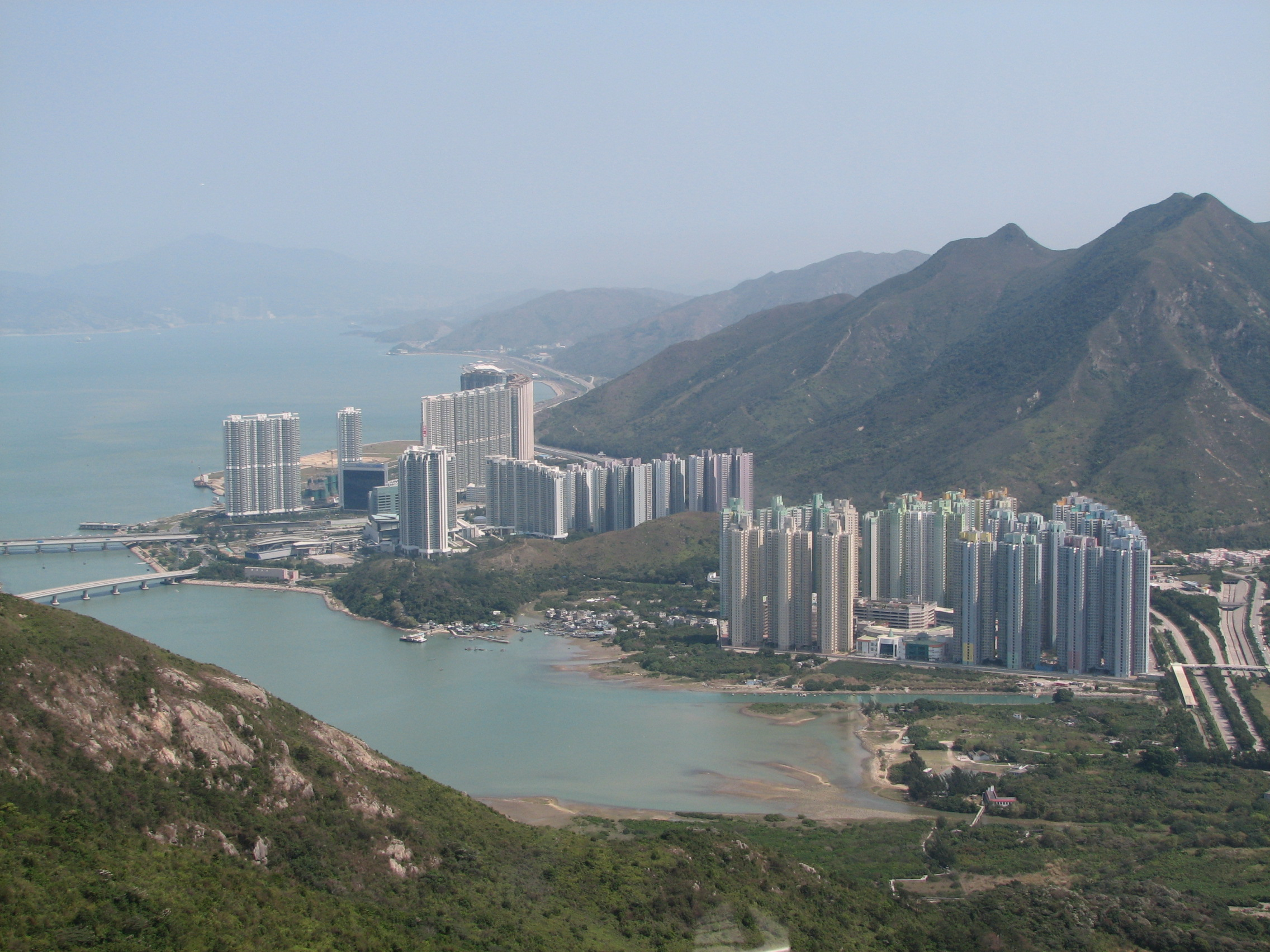
東涌湾

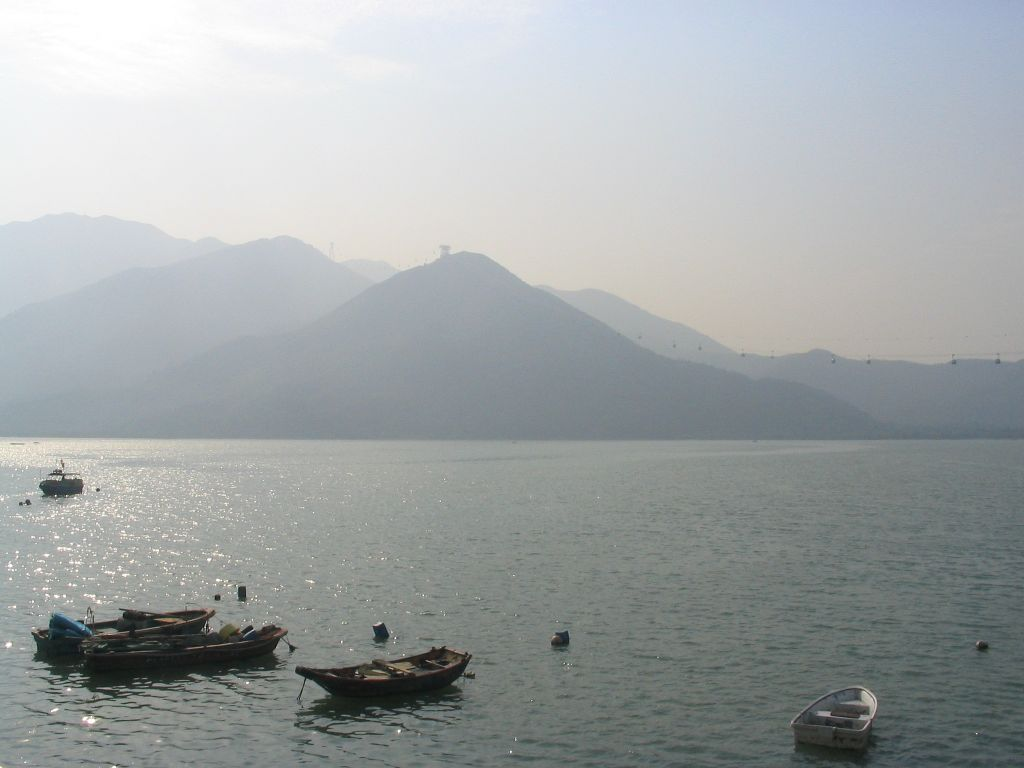
海側から東涌を眺める

東涌湾 (英語: Tung Chung Bay) は、香港のランタオ島北部にある湾である。離島区にあり、周囲を沙咀頭、東涌、香港国際空港に囲まれる。MTR東涌駅から徒歩10分の距離にある。
2012年、新聞が侯王宮付近の東涌湾でシジミが採れると報道したことにより、近隣住民が多く押し寄せるようになった。海岸から離れたところでは比較的大きなシジミが採れるが、この一帯では潮が満ちるのが速く、時折溺れる人が出ることが課題となっている。
東涌湾の東部には、空港人工島・赤鱲角が存在し、西部には高架橋・港珠澳大橋が建設されている。これらの大規模工事のために、周囲の海域と接続する部分が減り、水質に明らかな変化が出てきており、シロイルカがいなくなるという環境問題に発展している
。
香港政府はもともと、東涌湾一帯の海を埋め立て、北大嶼山ニュータウンを拡大することを計画していた。しかし環境保護の観点で香港人の反対に遭い、「東涌西」の埋め立て計画は取り消され、東涌湾は姿をとどめることとなった。